# Enrique de Satrústegui
Enrique de Satrústegui Fernández Barrié Vicuña (* 10. Februar 1897 in Barcelona; † 24. März, 1977 in Madrid) war ein spanischer Tennisspieler.

## Leben
Die Eltern von Enrique de Satrústegui waren Enrique de Satrústegui y Barrié und Rosa María Fernández Vicuña, eine reiche Adelsfamilie aus San Sebastián. Sein Bruder Joaquín Satrústegui war Anwalt und politischer Monarchist. Auf seinen Vater folgte Enrique als 4. Baron de Satrústegui im Jahr 1935. Er war mit Clotilde Abrisqueta y Delgado verheiratet und hatte mindestens einen Sohn, der seinen Titel von ihm erbte.

## Karriere
De Satrústegui war in seiner Jugend Mitglied des San Sebastian Recreation Club, dem Vorgänger des Vereins Real Sociedad San Sebastián. Er nahm 1920 für Spanien am Tenniswettbewerb der Olympischen Sommerspiele in Antwerpen teil. Im Einzel unterlag er zum Auftakt dem Schweizer Armand Simon in fünf Sätzen. Im Doppel gelang ihm der einzige Erfolg seiner Karriere, indem er an der Seite seines Landsmannes José Miguel Fernández de Liencres gegen die Belgier Victor de Laveleye und Stéphane Halot gewann. Auch in der zweiten Runde gegen die späteren Bronzemedaillengewinner aus Frankreich Pierre Albarran und Max Décugis schafften sie immerhin einen Satzgewinn vor ihrem Ausscheiden. Die Auswahl der vier spanischen Teilnehmer an Olympia hatte die Real Federación Española de Tenis im Vorfeld getroffen. Die einzige weitere relevante Turnierteilnahme verbuchte er bei der letzten Ausgabe der Tennis-Hallenweltmeisterschaften 1923 in seiner Geburtsstadt, wo er erneut zum Auftakt verlor. Daneben sind nur vier weitere Turnierteilnahmen von ihm bekannt, die alle in den frühen Runden endeten, zuletzt 1932.